# 東頭平房區
東頭平房區是香港一個平房區，位於九龍黃大仙區西南的白鶴山，即九龍城以北一帶，建於1952年，並已於2000年拆卸。

## 歷史
1950年代，大量難民從中國大陸來到香港，為解決他們住屋問題，政府設立多個徙置區，東頭村附近的東頭平房區即為其中之一。1960年代起，區內部份土地開始發展公共屋邨東頭邨，以及1970年代的美東邨，而部分居民亦因而遷往秀茂坪下邨及慈安邨。1998年，房屋署正式宣佈重建整個東頭平房區，平房區於2000年拆卸。